# Demons of the Punjab
Demons of the Punjab es el sexto episodio de la undécima temporada de la serie británica de ciencia ficción Doctor Who, emitido originalmente el 11 de noviembre de 2018 por BBC One. Fue escrito por Vinay Patel y dirigido por Jamie Childs.
En este episodio, Yasmin Khan (Mandip Gill) le pide a la Decimotercer Doctor (Jodie Whittaker) que la lleve a ver a su abuela (Leena Dhingra) durante su juventud (Amita Suman), solo para quedar atrapados, tanto ellos como sus amigos Graham O'Brien (Bradley Walsh) y Ryan Sinclair (Tosin Cole), en los eventos que preceden a la Partición de la India. Durante este tiempo, la Doctor se pregunta si extraterrestres están involucrados en la muerte de un hombre asesinado durante su visita.
El episodio fue visto por 7,48 millones de espectadores y recibió críticas positivas de los críticos.

## Sinopsis
Mientras celebra el cumpleaños de su abuela Umbreen, Yasmin recibe un reloj roto de ella. Curiosa por sus orígenes, Yasmin convence a una vacilante Decimotercer Doctor para que la lleve a ella, Graham y Ryan al Punjab en agosto de 1947, donde se rompió el reloj. Al llegar, Yasmin se entera de que el dueño anterior del reloj era un hombre hindú llamado Prem, con quien una joven Umbreen intenta casarse a pesar de que la familia de Yasmin tiene raíces musulmanas. La Doctor observa que el grupo llegó el 14 de agosto, un día antes de la Partición de la India. Ella aconseja a sus amigos que se apresuren a la ceremonia de la boda para asegurarse de que ellos y la familia no se vean atrapados en la partición. Pero las cosas se complican cuando el grupo ve a dos extraterrestres, de los cuales la Doctor tuvo visiones durante breves dolores de cabeza, sobre el cuerpo del capataz sadhu Bhakti.
Prem se une al grupo, que vio a los extraterrestres en la época de la muerte de su hermano mayor durante su servicio militar en la Segunda Guerra Mundial, cuando la Doctor asumió que los extraterrestres mataron a Bhakti y, finalmente los reconoce como miembros de Thijarian, una raza de asesinos, mientras encontraban su nave y les robaban una cápsula. Pero la Doctor se entera de que los thijarianos son en realidad los últimos de su tipo, la cápsula contiene lo que quedó de su planeta destruido y se han dedicado a conmemorar a las personas que mueren solas. Después de revelar que Prem se convertirá en una víctima de la partición que pretenden presenciar, los tijarianos acuerdan mostrarle a la Doctor una grabación de la muerte de Bhakti. Las imágenes revelan que Bhakti fue asesinado por el hermano menor de Prem, Manish, quien se opone a la boda.
Volviendo a los demás y convencida por Yasmin de ver la boda, la Doctor supervisa la ceremonia de matrimonio con el grupo que presencia la ruptura accidental del reloj, mientras Umbreen aprecia su importancia. Cuando la Doctor más tarde aborda a Manish por el asesinato de Bhakti, revela haber contactado a un pequeño grupo de nacionalistas hindúes armados para atacar la recepción de la boda. Mientras Umbreen y su madre escapan con el grupo de la Doctor, Prem se queda atrás para razonar con Manish y muere cuando los nacionalistas le disparan mientras los thijarianos observan. En el presente, la abuela de Yasmin comenta sobre la nueva henna de su nieta .

## Producción

### Casting
Después de la transmisión del episodio principal, The Woman Who Fell to Earth, se anunció que Shane Zaza, Shobna Gulati, Hamza Jeetooa y Amita Suman estarían entre una serie de actores invitados que aparecerían en la serie. En el episodio, interpretan a Prem, Nadja, Manish y la Umbreen más joven, respectivamente.

### Música
La banda sonora de Segun Akinola hizo uso de instrumentos como la tabla y el shehnai, interpretados por músicos de ascendencia del sur de Asia. Akinola también creó un nuevo arreglo del tema de cierre, basado en el estilo de la música punjabi, interpretada por Kuljit Bahmra, Surjeet Singh y el cantante Shahid Abbas Khan.

### Filmación
El episodio fue filmado en la provincia de Granada, España.

## Difusión y recepción

### Calificaciones
Demons of the Punjab fue vista por 5,77 millones de espectadores durante la noche, una participación del 27,5% de la audiencia total de televisión, lo que la convierte en la tercera audiencia más alta de la noche y la undécima audiencia más alta de la semana en toda la noche en todas canales del Reino Unido. Recibió un total oficial de 7,48 millones de espectadores, lo que lo convirtió en el octavo programa más visto de la semana, y obtuvo una puntuación de 80 en el Índice de Apreciación del Público.

### Recepción crítica
Demons of the Punjab recibió críticas positivas. En Rotten Tomatoes, tiene un índice de aprobación del 90%, basado en 30 revisiones, y un puntaje promedio de 8,0/10. El consenso crítico dice:

Demons of Punjab se centra en la familia y el progreso, consolidando el sello temático coherente que esta temporada está haciendo en la serie más grande.

Escribiendo para New York Magazine, Ross Ruediger dio al episodio cinco de cinco, llamándolo: "un excepcional Doctor Who en casi todos los niveles", y elogió al director Jamie Childs y al equipo de producción por "entregar algo tan atractivo y adulto y educativo".
Al escribir para Digital Spy, Morgan Jeffery elogió la banda sonora de Segun Akinola como "hermosa" y calificó el episodio de "reflexivo" y "valiente". Jeffery citó algunas de las deficiencias del episodio, sin embargo, criticó las actuaciones del elenco invitado. Jeffery también notó un cambio marcado en el estilo de Doctor Who, y dijo que los fanáticos que buscan una "historia tradicional del Doctor contra monstruos" pueden no estar satisfechos con el episodio. Matthew Kresal de Futurism elogió el guion "convincente" de Vinay Patel, felicitó a la "evocadora" e "inquietante" banda sonora de Akinola, y dijo que Demons of the Punjab vio algunos de los mejores valores de producción que Doctor Who ha tenido en los últimos años, llamándolo uno de los episodios más pulidos.
En abril de 2019, Demons of the Punjab fue anunciado como nominado en la categoría de Mejor presentación dramática, forma corta en los Premios Hugo de 2019.
Vinay Patel ganó Premio al Mejor guionista en los premios Eastern Eye Arts, Theatre and Culture Awards por Demons of the Punjab en 2019.